# Tenanguillo de las Peñas
Tenanguillo de las Peñas är en ort i kommunen Sultepec i delstaten Mexiko i Mexiko. Samhället hade 263 invånare vid folkräkningen 2020.